# Sport Club Fortuna Köln
L'SC Fortuna Köln, in italiano Fortuna Colonia, è una società calcistica tedesca di Colonia, Renania Settentrionale-Vestfalia. Milita in Regionalliga West, uno dei cinque gironi della quarta serie tedesca.

## Storia
Il Fortuna Colonia nasce il 21 febbraio 1948 con il nome di SV 1927 Köln, in seguito all'unione tra il Victoria Köln 1911 (club da non confondere con quello tuttora esistente), il Bayenthaler SV (1920) e lo Sparkassen-Verein Köln (1927); tra questi club quello che aveva ottenuto i risultati migliori era il Victoria, vincitore della Gauliga Köln-Aachen nel 1943.
Il Fortuna rimane nelle divisioni inferiori del calcio tedesco occidentale fino al 1967, quando viene promosso in Regionalliga West, una delle seconde divisioni di questo periodo. Poco dopo, nella stagione 1973-1974, accede anche in Bundesliga, ma la stagione si conclude con la retrocessione; l'anno successivo la squadra è così una di quelle che inaugura il nuovo campionato di secondo livello, la Zweite Bundesliga. In questo periodo Karl-Heinz Mödrath nel 1979 e Dieter Schatzschneider nel 1983 diventano capocannonieri in campionato, tuttavia quest'ultimo anno sarà ricordato anche un avvenimento più importante: il raggiungimento della finale della DFB-Pokal. Il Fortuna giunge all'appuntamento dopo aver eliminato Friburgo, Ulm, Eintracht Braunschweig, Borussia Mönchengladbach e Borussia Dortmund, quest'ultimo battuto con un roboante 5-0, e l'ultima sfida è un derby con il Colonia; sono però i concittadini a vincere 1-0 l'incontro e quindi la coppa. Una nuova possibilità di tornare in massima divisione si concretizza nel 1986 quando, dopo il terzo posto ottenuto in campionato, il Fortuna gioca il play-off promozione/retrocessione contro il Borussia Dortmund; i nero-gialli vincono però 8-0 l'incontro decisivo.
Intanto però i risultati in campionato sono altalenanti: nel 1992 la squadra non retrocede in terza divisione solo perché viene tolta la licenza professionistica al Blau-Weiss Berlino. Però la retrocessione non può essere evitata al termine della campionato 1999-2000, dopo cioè ventisei stagioni consecutive nel torneo.
Il club cade presto in quarta divisione, fino a quando non fallisce nel 2005; viene relegato in quinta, la Verbandsliga Mittelrhein. Il Fortuna risale però al quarto livello nel 2011, mentre nel 2014 gioca per la prima volta in 3. Liga, campionato nel quale milita tuttora.

## Allenatori e presidenti

### Presidenti
Uno dei personaggi chiave della storia del Fortuna fu certamente Jean Löring, che ricoprì la carica dal 1967 al 2000. Grazie ad una oculata gestione, infatti, riuscì a tenere in salute i conti della società, inoltre nel 1982 aiutò la squadra in modo particolare: avendo lavorato da giovane come elettricista, durante una partita contro il Darmstadt, riparò personalmente le luci del campo che si erano guastate.

## Palmarès

### Competizioni nazionali
- Fußball-Regionalliga: 1

2013-2014 (Regionalliga Ovest)

### Altri piazzamenti
- 2. Fußball-Bundesliga:

Terzo posto: 1985-1986

## Rosa 2016-2017
| N. |                      | Ruolo | Calciatore           |
| -- | -------------------- | ----- | -------------------- |
| 1  | Germania (bandiera)  | P     | Tim Boss             |
| 2  | Germania (bandiera)  | D     | Dominik Ernst        |
| 3  | Ghana (bandiera)     | D     | Bernard Kyere-Mensah |
| 4  | Mozambico (bandiera) | D     | Boné Uaferro         |
| 5  | Germania (bandiera)  | C     | Markus Pazurek       |
| 6  | Turchia (bandiera)   | C     | Okan Kurt            |
| 7  | Germania (bandiera)  | C     | Michael Kessel       |
| 8  | Germania (bandiera)  | A     | Maurice Exslager     |
| 9  | Germania (bandiera)  | A     | Daniel Keita-Ruel    |
| 10 | Germania (bandiera)  | C     | Maik Kegel           |
| 11 | Palestina (bandiera) | A     | Amir Falahen         |
| 14 | Germania (bandiera)  | D     | Cimo Rocker          |
| 15 | Germania (bandiera)  | C     | Christopher Theisen  |

| N. |                         | Ruolo | Calciatore               |
| -- | ----------------------- | ----- | ------------------------ |
| 19 | Turchia (bandiera)      | D     | Aaron Eichhorn           |
| 20 | Germania (bandiera)     | C     | Robin Scheu              |
| 21 | Germania (bandiera)     | P     | Jannik Bruhns            |
| 23 | Germania (bandiera)     | C     | Moritz Fritz             |
| 27 | RD del Congo (bandiera) | D     | Cédric Ebewa-Yam Mimbala |
| 28 | Germania (bandiera)     | C     | Lars Bender              |
| 29 | Germania (bandiera)     | C     | Ali Ceylan               |
| 30 | Germania (bandiera)     | C     | Hamdi Dahmani            |
| 31 | Germania (bandiera)     | C     | Nico Brandenburger       |
| 33 | Germania (bandiera)     | P     | Andre Poggenborg         |
| 34 | Belgio (bandiera)       | C     | Kristoffer Andersen      |
| 37 | Germania (bandiera)     | C     | Manuel Farrona Pulido    |